# San Diego, Yucatán
San Diego är en ort i Mexiko.   Den ligger i kommunen Cuncunul och delstaten Yucatán, i den östra delen av landet, 1 100 km öster om huvudstaden Mexico City. San Diego ligger 33 meter över havet och antalet invånare är 108.
Terrängen runt San Diego är mycket platt. Runt San Diego är det ganska glesbefolkat, med 29 invånare per kvadratkilometer. Närmaste större samhälle är Valladolid, 15,1 km öster om San Diego. I omgivningarna runt San Diego växer i huvudsak städsegrön lövskog.